# Dysdera flagellifera
Dysdera flagellifera là một loài nhện trong họ Dysderidae.
Loài này thuộc chi Dysdera. Dysdera flagellifera được miêu tả năm 1947 bởi Caporiacco.